# Welton, Northumberland
Welton var en civil parish 1866–1955 när det uppgick i Horsley, i grevskapet Northumberland i England. Civil parish var belägen 8 km från Corbridge och hade 35 invånare år 1951.